# Cintano
Cintano (Sintan in piemontese) è un comune italiano di 229 abitanti della città metropolitana di Torino in Piemonte. Si trova al centro della Valle Sacra. Possiede anche la frazione del Santuario di Piova e le località montane vicino al confini con Castelnuovo Nigra.
La fondazione del paese risale al 1300 circa.

## Geografia fisica
Il territorio comunale di Cintano sorge nel cuore della Valle Sacra, in pendio esposto a sud, ed il suo perimetro è rappresentato da una forma bizzarra, alquanto allungata da Sud a Nord, con una strozzatura nel centro.

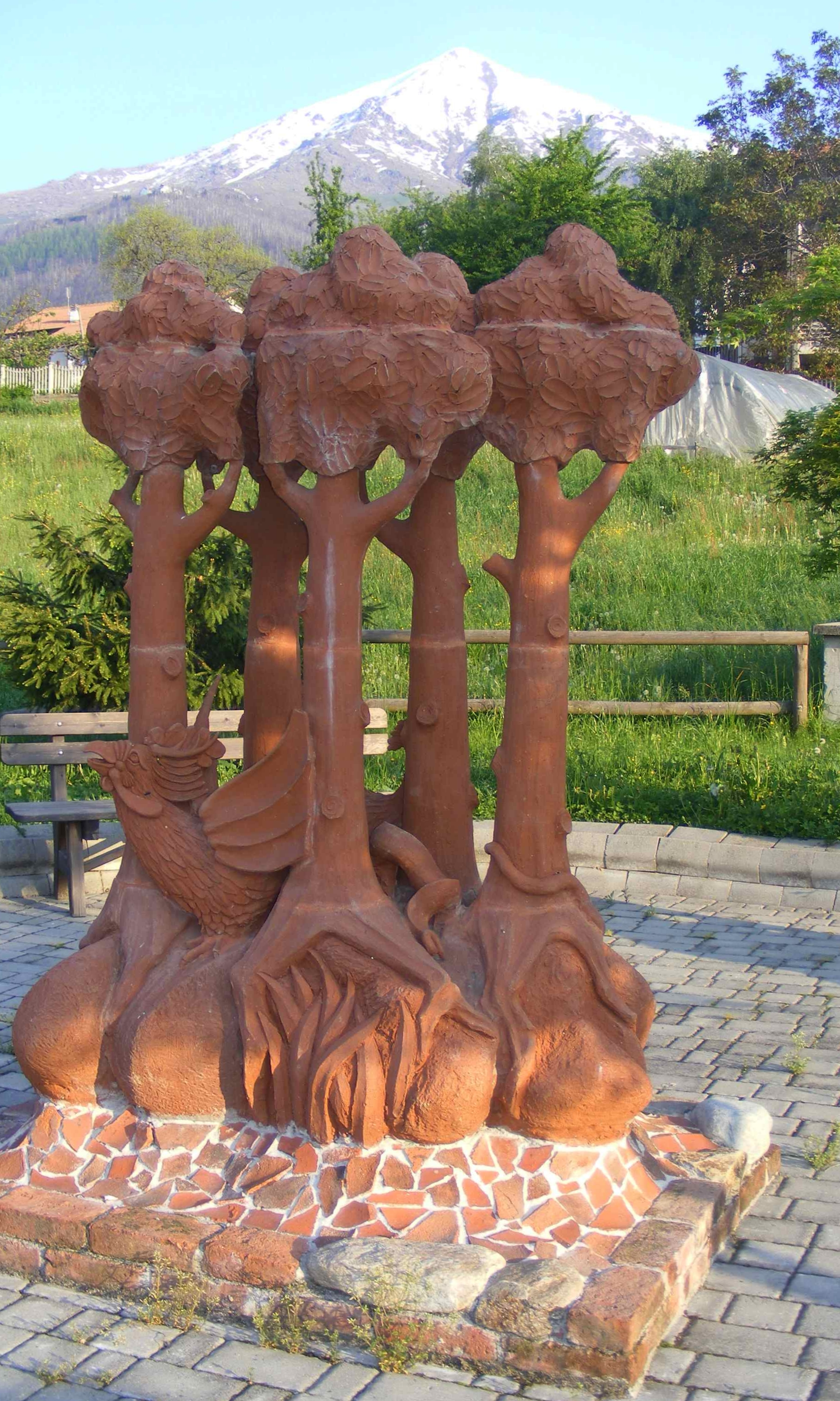
Il monumento al basilisco (sullo sfondo la Quinseina)

Il torrente Piova, che trae le sue origini dai versanti meridionali della Punta di Verzel (2406 m), lo bagna in tutta la sua lunghezza.

L'intera superficie è rivestita da prati permanenti, pascoli e boschi, che le conferiscono un'immagine pittoresca. Le sue altitudini variano da un minimo di 500 m, ai confini con Castellamonte, fino ai 1300 circa della zona settentrionale di Castelnuovo Nigra.

Il capoluogo, situato a 646 m di quota, si adagia sopra una balza verde prospiciente il Piova.

Le strade di accesso sono molto comode, sia da Castellamonte (7 km) che da Cuorgnè (8 km).

## Storia

### Cittadinanze onorarie
Il 31 ottobre 2020 il consiglio comunale ha revocato la cittadinanza onoraria a Benito Mussolini, conferitagli l'11 maggio 1924, per darla alla senatrice a vita Liliana Segre e a Sami Modiano, due sopravvissuti alla deportazione.
Contestualmente a tale evento, è stato inaugurato un monumento celebrante le cittadinanze onorarie del paese.

### Simboli
Lo stemma comunale è stato concesso con decreto del presidente della Repubblica del 3 ottobre 2005.
(D.P.R. 03.10.2005)
Il gonfalone è un drappo troncato di rosso e di bianco.

## Monumenti e luoghi d'interesse
- Villa Aurora, anche nota come Villa Chiuminatto[6];
- Chiesa parrocchiale di San Giovanni;
- Cappella di San Rocco;
- Cappella del Malpasso;
- Chiesa della Madonna della Neve;
- Monumento alle cittadinanze onorarie, benemerite e revocate;
- Monumento al Basilisco;
- Statua del Basilisco;
- Via della poesia;
- Vie dei "Cintanesi illustri";
- Museo Etnografico[7];

## Società

### Evoluzione demografica
Abitanti censiti

### Etnie e minoranze straniere
Secondo i dati Istat al 31 dicembre 2017, i cittadini stranieri residenti a Cintano sono 28, così suddivisi per nazionalità, elencando per le presenze più significative:
1. Romania, 24

## Amministrazione
| Periodo | Periodo   | Primo cittadino    | Partito      | Carica  | Note                                                                       |
| ------- | --------- | ------------------ | ------------ | ------- | -------------------------------------------------------------------------- |
| 1970    | 1989      | Vittorio Cappa     | lista civica | Sindaco | Secondo mandato nel 1975, terzo mandato nel 1980 e quarto mandato nel 1985 |
| 1989    | 1990      | Riva Roveda Albino | lista civica | Sindaco |                                                                            |
| 1990    | 2004      | Giovando Giacomo   | lista civica | Sindaco | Secondo mandato nel 1995 e terzo mandato nel 2000                          |
| 2004    | 2009      | Giovando Antonio   | lista civica | Sindaco |                                                                            |
| 2009    | 2014      | Giacchetti Luciana | lista civica | Sindaco |                                                                            |
| 2014    | 2019      | Giovando Giacomo   | lista civica | Sindaco |                                                                            |
| 2019    | in carica | Contini Daniela    | lista civica | Sindaco | Secondo mandato dal 10 giugno 2024                                         |

### Altre informazioni amministrative
Il comune faceva parte della Comunità montana Val Chiusella, Valle Sacra e Dora Baltea Canavesana.